# Tordillos
Tordillos es un municipio y localidad española de la provincia de Salamanca, en la comunidad autónoma de Castilla y León. Se integra dentro de la comarca de la Tierra de Peñaranda. Pertenece al partido judicial de Peñaranda y a la Mancomunidad Margañán.
Su término municipal está formado por un solo núcleo de población, ocupa una superficie total de 25,09 km² y según los datos demográficos recogidos en el padrón municipal elaborado por el INE en el año 2017, cuenta con una población de 367 habitantes.

## Símbolos

### Escudo
El escudo heráldico que representa al municipio fue aprobado el 2 de mayo de 1996 con el siguiente blasón:

«Escudo partido: Primero de azur con una torre de plata en cuyo homenaje hay un caballero armado de lo mismo. Segundo de plata con un pozo de sable sumado de una cruz de San Andrés, de gules. Al timbre la Corona Real Española»
Boletín Oficial del Estado nº 131 de 30 de mayo de 1996

### Bandera
La bandera municipal fue aprobada por el 30 de octubre de 1996 con la siguiente descripción textual:

«Cuadrada, de gules en su lado diestro y azur en el siniestro, cargada del escudo concejil propio y significativo de esa municipalidad.»
Boletín Oficial de Castilla y León nº 295 de 7 de diciembre de 1996

## Historia
La documentación de un verraco vetón en el municipio, actualmente desaparecido, atestigua la existencia de poblamiento humano en época prerromana en el término. No obstante, la fundación de Tordillos como localidad se remonta a la repoblación efectuada por los reyes de León en la Edad Media, quedando integrado en la jurisdicción de Alba de Tormes, dentro del Reino de León, denominándose entonces simplemente Tordiellos. Con la creación de las actuales provincias en 1833, quedó encuadrado en la provincia de Salamanca, dentro de la Región Leonesa, formando parte del partido de Peñaranda de Bracamonte.

## Demografía
Cuenta con una población de 316 habitantes (INE 2024).
| Gráfica de evolución demográfica de Tordillos entre 1842 y 2021                                                       |
| |
| Población de derecho según los censos de población del INE. Población de hecho según los censos de población del INE. |

## Administración y política
| Partido político                         | 2023  | 2023  | 2023       | 2019  | 2019  | 2019       | 2015  | 2015  | 2015       | 2011  | 2011  | 2011       | 2007  | 2007  | 2007       | 2003  | 2003  | 2003       |
| Partido político                         | %     | Votos | Concejales | %     | Votos | Concejales | %     | Votos | Concejales | %     | Votos | Concejales | %     | Votos | Concejales | %     | Votos | Concejales |
| Partido Popular (PP)                     | 80,70 | 184   | 6          | 76,92 | 200   | 6          | 73,51 | 197   | 6          | 65,12 | 224   | 5          | 55,78 | 217   | 4          | 57,55 | 221   | 4          |
| Partido Socialista Obrero Español (PSOE) | 16,67 | 38    | 1          | 21,54 | 56    | 1          | 23,51 | 63    | 1          | 31,10 | 107   | 2          | 40,62 | 158   | 3          | 38,80 | 149   | 3          |